# James Wall
James Wall (ur. 9 grudnia 1984 w Limerick) – irlandzki wioślarz.

## Osiągnięcia
- Mistrzostwa Świata U-23 – Amsterdam 2005 – czwórka bez sternika – 10. miejsce[1].
- Mistrzostwa Świata U-23 – Hazewinkel 2006 – czwórka bez sternika – 5. miejsce[1].
- Mistrzostwa Świata – Linz 2008 – dwójka ze sternikiem – 12. miejsce[1].